# 중국 키르기스족

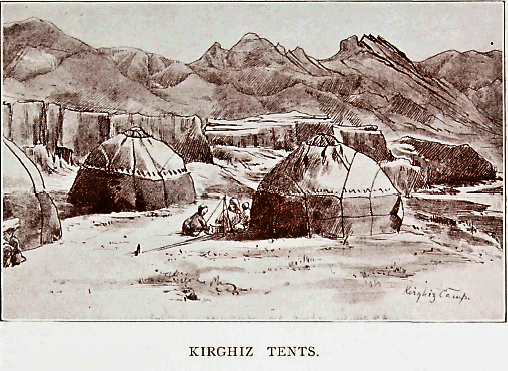
키르기스족 전통가옥 유르트(1914년)

중국 키르기스족(중국어 간체자: 柯尔克孜族, 정체자: 柯爾克孜族, 병음: Kē'ěrkèzīzú) 또는 커얼커쯔족은 중화인민공화국에 거주하는 키르기스인이다. 중화인민공화국 정부에서 공식적으로 인정한 56개 민족 중 하나이다.
주로 신장 위구르 자치구 남서쪽에 위치한 키질수 키르기스 자치주에 거주하며 중화인민공화국 제7차 인구조사에 따르면 중국 키르기스족 인구는 204,402명이다.

## 같이 보기
- 키르기스인
- 중국의 민족